# 色也克乡
色也克乡，是中华人民共和国新疆维吾尔自治区喀什地区岳普湖县下辖的一个乡镇级行政单位。

## 行政区划
色也克乡下辖以下地区：
喀勒塔亚依拉克村、库木什艾日克村、阿克提坎村、色也克村、尤库日色也克村、霍加阿瓦提村、塔特勒克布拉克村、尤库日布里曼村、阿亚克布里曼村、罕科瑞克村、央塔克勒克村、尤库日艾曼里克村、艾曼里克村和库木艾肯村。